# Marie Björk
Anna Marie Björk, tidigare Lundqvist, född 21 februari 1947 i Västerås, är en svensk gymnast. Hon tävlade för Västerås GF.
Björk tävlade i sex grenar för Sverige vid olympiska sommarspelen 1964 i Tokyo. Vid olympiska sommarspelen 1968 i Mexico City tävlade hon i fem grenar. Vid olympiska sommarspelen 1972 i München tävlade Björk i fem grenar.
Björk blev svensk mästare i artistisk gymnastik 1967, 1968, 1970, 1971 och 1972. Efter sin idrottskarriär jobbade hon som gymnastikdirektör vid bland annat Carlforsska gymnasiet.